# Korean Language Proficiency Test
Der Korean Language Proficiency Test (KLPT) ist ein von der Korean Language Society durchgeführter Koreanisch-Sprachtest. Der Test dient der Überprüfung der koreanischen Sprachkenntnisse von Nicht-Muttersprachlern.

## Inhalt
Der modular aufgebaute Test beinhaltet die Sektionen Hörverstehen, Vokabular, Grammatik, Leseverstehen und Konversation. Die Testdauer beträgt 110 Minuten, von denen 40 auf das Hörverstehen, die restlichen 70 auf die übrigen Sektionen entfallen.